# COVID-19-Pandemie in Deutschland/Stellungnahmen der Leopoldina
Angesichts der COVID-19-Pandemie hat die Deutsche Akademie der Naturforscher Leopoldina von März bis Dezember 2020 sieben „Ad-hoc Stellungnahmen“ zur wissenschaftsbasierten Politikberatung veröffentlicht. Eine achte Stellungnahme, die die Auswirkungen der zur Bekämpfung der Pandemie ergriffenen Maßnahmen auf Kinder und Jugendliche zum Thema hat, wurde am 21. Juni 2021 veröffentlicht.

## Stellungnahmen
- Die erste Stellungnahme „Coronavirus-Pandemie in Deutschland: Herausforderungen und Interventionsmöglichkeiten“ vom 21. März 2020 spricht sich für entschiedene Maßnahmen zur Eindämmung der Epidemie, zum Schutz der vulnerablen Bevölkerung sowie zur Kapazitätserhöhung im öffentlichen Gesundheitswesen aus. Die von Bund und Ländern ergriffenen Maßnahmen wie Kontaktbeschränkungen erklärt die Akademie für „derzeit dringend erforderlich“.[2]

- Die zweite Stellungnahme der Leopoldina „Coronavirus-Pandemie – Gesundheitsrelevante Maßnahmen“ vom 3. April 2020 konzentriert sich auf gesundheitsrelevante Maßnahmen, die zu einer schrittweisen Normalisierung des öffentlichen Lebens beitragen können. Für besonders wichtig hält die Akademie die flächendeckende Nutzung von Mund-Nasen-Schutz, die Verwendung mobiler Daten und den Ausbau der Testkapazitäten.[3]

- Die dritte Stellungnahme „Coronavirus-Pandemie – Die Krise nachhaltig überwinden“ vom 13. April 2020 behandelt die psychologischen, sozialen, rechtlichen, pädagogischen und wirtschaftlichen Aspekte der Pandemie. Die Akademie empfiehlt eine Verbesserung der Datenerhebung und eine differenzierte Darstellung der Risiken der Pandemie. Sie rät dazu, Nutzen und eventuelle unbeabsichtigte Folgen von Maßnahmen zur Eindämmung der Pandemie sorgfältig abzuwägen. In diese Abwägung sollen möglichst vielfältige Perspektiven von Betroffenen und Experten unterschiedlicher Felder einbezogen werden. Die Akademie fordert, die psychologischen und sozialen Folgen der Pandemie und der Kontaktbeschränkungen mit gezielten Maßnahmen abzufedern. Schließlich macht die Akademie Vorschläge, um bei einer Stabilisierung der Infektionszahlen den Bildungsbereich schrittweise wieder zu öffnen, das öffentliche Leben schrittweise zu normalisieren sowie bei der Bekämpfung der wirtschaftlichen Folgen der Pandemie die Weichen auf Nachhaltigkeit zu stellen und gleichzeitig an einer marktwirtschaftlichen Wirtschaftsordnung festzuhalten.[4]

- In der vierten Stellungnahme „Coronavirus-Pandemie: Medizinische Versorgung und patientennahe Forschung in einem adaptiven Gesundheitssystem“ vom 27. Mai 2020 erklärt die Akademie, dass das Gesundheitssystem sich relativ schnell und effektiv auf die Behandlung einer hohen Zahl schwersterkrankter COVID-19-Patienten vorbereitet hat. Die Akademie empfiehlt, nun die bedarfsgerechte Prävention, Diagnostik und Behandlung aller Patienten zeitnah möglichst vollumfänglich wiederaufzunehmen. Außerdem macht die Akademie eine Reihe von Empfehlungen für das Gesundheitssystem während der Pandemie und für die Weiterentwicklung des Gesundheitssystems mit Blick auf zukünftige Herausforderungen.[5]

- In der fünften Stellungnahme „Coronavirus-Pandemie: Für ein krisenresistentes Bildungssystem“ vom 5. August 2020 empfiehlt die Akademie, den Zugang zu Bildungseinrichtungen so lange wie möglich aufrechtzuerhalten, in den Bildungseinrichtungen das Infektionsrisiko zu reduzieren und für den Fall erneuter Schließungen ein zukunftsfähiges digitales System von Fernunterricht als Ergänzung der Präsenzlehre aufzubauen.[6]

- In der sechsten Stellungnahme „Coronavirus-Pandemie: Wirksame Regeln für Herbst und Winter aufstellen“ vom 23. September 2020 warnt die Akademie, die wieder ansteigende Zahl der Infektionen könne auch in Deutschland wieder zu einer schwer kontrollierbaren Entwicklung der Pandemie führen. Sie empfiehlt, Schutzmaßnahmen wie die AHA-Regeln (Abstandhalten, Hygiene, Alltagsmaske/Mund-Nasen-Schutz) aufrechtzuerhalten, bei Bedarf zu verschärfen und bundesweit einheitlich zu regeln. Zielgerichtete Tests abhängig vom Infektionsrisiko der Betroffenen sollen zur Kontrolle des Infektionsgeschehens beitragen. Wichtig sei zudem eine schnelle Meldung von Testergebnissen. Quarantäne- und Isolationszeiten könnten unter Umständen verkürzt werden. Die Akademie empfiehlt, Bürger durch adressatenspezifische Informationen, klare Regeln und Vorbilder zur Einhaltung der Schutzmaßnahmen zu motivieren. Außerdem empfiehlt sie, das psychotherapeutische und psychiatrische Angebot auszubauen und körperliche Bewegung zu fördern. Das soll helfen, die psychischen und sozialen Folgen der Pandemie und der Maßnahmen zu begrenzen. Die Akademie stellt fest, dass Voraussagen zum weiteren Verlauf der Pandemie weiterhin unsicher sind. Die Gefahr einer schwer kontrollierbaren Entwicklung sei aber erheblich. Die Akademie betont, dass die Quote von falsch positiven PCR-Testergebnissen erheblich geringer ist als anhand der bloßen technischen Spezifitätsdaten einzelner RT-PCR Tests angegeben, da initial positive Ergebnisse stets einer Bestätigungstestung unterzogen werden.[7]

- Anfang Dezember 2020 verwies die siebte Stellungnahme „Die Feiertage und den Jahreswechsel für einen harten Lockdown nutzen“ darauf, dass die Krankenhäuser an der Überlastungsgrenze stehen. In nur sieben Tagen seien „mehr Menschen mit dem Coronavirus als 2019 im Straßenverkehr“ gestorben. Im Vergleich zu anderen europäischen Ländern sei der Grad an Kontaktreduzierung nicht ausreichend. Ab dem 14. Dezember 2020 sollten eine Reduzierung der Kontakte auf das „absolut notwendige Mindestmaß“, Aufhebung der Schulpflicht bis zu den Weihnachtsferien, Einstellung von Gruppen in Sport und Kultur sowie Ersatz im Digitalen erfolgen. Ab Heiligabend bis mindestens zum 10. Januar 2021 sollten zudem Reisen unterlassen und alle Geschäfte außer denen des täglichen Bedarfs geschlossen werden. Wie sich in anderen Ländern gezeigt habe, seien solche strengen und schnellen Maßnahmen hilfreich, um die Infektionszahlen deutlich zu senken. Zudem sei es wirtschaftlich sinnvoll, da sonst der aktuelle Teil-Lockdown mit seinen Folgen über Monate hinweg aufrechterhalten werden müsse. Dann solle eine langfristige Strategie erarbeitet werden, um die Infektionen niedrig zu halten. Beispielsweise sollten Konzepte für Wechselunterricht bei erhöhter Inzidenz erarbeitet und Aufklärungsarbeit betrieben werden. Es gelte, „entschlossen und solidarisch zu handeln“.[8]

- Die am 21. Juni 2021 veröffentlichte achte Stellungnahme „Kinder und Jugendliche in der Coronavirus-Pandemie: Psychosoziale und edukative Herausforderungen und Chancen“ beschäftigt sich mit den Belastungen, die die zur Bekämpfung der Pandemie ergriffenen Maßnahmen für Kinder und Jugendliche hatten und haben. Dabei wird sowohl die psychosoziale und edukative Situation als auch die motorische Entwicklung thematisiert. Einige „wichtige Lebensbereiche von Kindern und Jugendlichen wie künstlerische, musische und handwerkliche Aktivitäten“ werden dabei aber mangels belastbarer Studien bewusst ausgespart. Als erstes und wichtigstes Ziel wird festgehalten: „Offenhalten von Bildungseinrichtungen unter Berücksichtigung geeigneter Schutzmaßnahmen und Ermöglichen eines Präsenzbetriebs, da für nahezu alle Kita-Kinder und Schulkinder der Präsenzbetrieb in Kitas und Schulen die effektivste Art des Lernens ist.“[9]

- In der neunten Ad-hoc-Stellungnahme vom 10. November 2021 äußert sich die Leopoldina zu antiviralen Wirkstoffen gegen SARS-CoV-2 und zu Ansätzen  zur verbesserten Vorbereitung auf zukünftige Pandemien. Neben den zur Verfügung stehenden Impfungen bedarf es einer umfassenden Diagnostik zur Früherkennung infizierter Personen und den verfügbaren symptomatischen Therapien antivirale Wirkstoffe, die zur Behandlung spezifischer Personengruppen eingesetzt werden können. Dies gilt beispielsweise für nicht- oder nicht vollständig Geimpfte, oder für Personen, die auch nach mehrmaliger Impfung keinen ausreichenden Immunschutz aufbauen. Zudem könnten sich neue Virusvarianten entwickeln, die sich teilweise der Schutzwirkung der Impfung entziehen. Bislang gibt es eine unzureichende Vorbereitung auf neu auftretende Erreger. In diesem Zusammenhang spielen die Grundlagenforschung und die klinische Weiterentwicklung sowie die Bevorratung möglichst breit wirksamer antiviraler Medikamente eine herausragende Rolle, um zukünftig besser auf neue Pandemien reagieren zu können.[10]

- In der zehnten Ad hoc-Stellungnahme der Leopoldina vom 27. November 2021 fordern die Unterzeichner sofortige klare und konsequente Maßnahmen zur Eindämmung der Coronavirus-Pandemie. Vor dem Hintergrund der skizzierten Wertfragen für Freiheitseinschränkungen in Form von Impfpflichten und drastischeren Kontaktbeschränkungen geschieht dies in der Überzeugung, dass die hierzu führenden Abwägungen im Einklang mit Grundwerten und Prioritäten stehen, die von der Mehrheit der Bevölkerung mit guten Gründen geteilt werden. Auch die Einführung einer allgemeinen Impfpflicht ist unter den aktuellen, vor einem Jahr so nicht vorhersehbaren Umständen ethisch und rechtlich gerechtfertigt: als letzte Maßnahme, um eine Impflücke zu schließen, die sich augenscheinlich anders nicht beheben lässt. Nur so können die Bürgerinnen und Bürger unserer Gesellschaft vor weiteren desaströsen Folgen bewahrt werden.[11]

## Kritik
Die „Ad-hoc Stellungnahmen“ wurden in den Medien und von Wissenschaftlern teilweise heftig kritisiert. Nach der 7. ad-hoc Stellungnahme, in der die Leopoldina einen harten Lockdown über Weihnachten empfahl, forderte der Lausanner Philosoph Michael Esfeld, seit 2009 Mitglied der Leopoldina, den Akademiepräsidenten Gerald Haug in einem offenen Brief dazu auf, die Stellungnahme zurückzunehmen: In einer Situation wissenschaftlicher und ethischer Kontroversen „sollte die Leopoldina ihre Autorität nicht dazu verwenden, einseitige Stellungnahmen zu verfassen, die vorgeben, eine bestimmte politische Position wissenschaftlich zu untermauern.“

## Weblink
- Publikationen der Leopoldina